# Isaurie

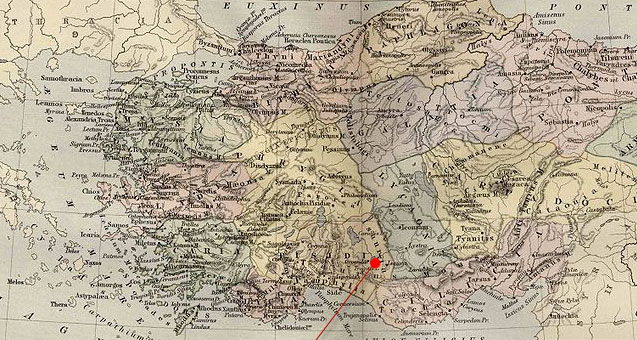
Poloha Isaurie v Malé Asii kolem roku 400

Isaurie bylo historické území na jihu střední části Malé Asie, asi 120 km severovýchodně od dnešní Antálie. Jádro tohoto kopcovitého a izolovaného kraje leželo severně od pohoří Taurus v dnešní turecké provincii Konya. V dobách římské nadvlády podnikal zdejší divoký a bojovný lid nájezdy do sousedních krajin, o čemž se zmiňuje Ammianus Marcellinus. Po Diocletianových administrativních reformách tvořilo jejich území provincii Isauria hraničící s Pamfýlií na západě, Lykaonií na severu a Kilíkií na východě.
Koncem 5. století se isaurští žoldnéři stali významným faktorem východořímské politiky, když z nich císař Leon I. sestavil novou císařskou tělesnou stráž ve snaze získat protiváhu k veliteli vojska Asparovi opírajícímu se o germánské žoldnéře v palácové gardě. Isaurského velitele jménem Tarasicodissa dokonce Leon I. oženil se svou dcerou a po Leonově smrti se Tarasicodissa stal pod jménem Zenon císařem. Zenonovův nástupce Anastasios I. Isaury zbavil mocenských pozic a po porážce jejich povstání v isaurské válce v letech 492 až 497 ztratili politický význam.